# Helmut Zander
Helmut Zander, (Oberaußem, Noordrijn-Westfalen, 13 juli 1957) is een Duits historicus en theoloog.

## Studie
Zander studeerde in Keulen, München en Bonn sociale wetenschappen, geschiedenis en katholieke theologie. Hij behaalde aan de universiteit van Bonn twee doctoraten, een in politieke wetenschappen, het andere in katholieke theologie.

## Loopbaan
Zander is verbonden aan meerdere universiteiten. Hij was docent geschiedenis aan de Humboldtuniversiteit te Berlijn, waar hij in 2002 habiliteerde met het proefschrift Theosophie in Deutschland. In 2009 was Zander geschiedenisdocent aan de universiteit van Augsburg. Van 2010 tot 2011 was hij gastprofessor aan de universiteit van Zurich. Hij is sinds 2011 ook fellow aan de Ruhr-Universität Bochum. Aan de universiteit van Freiburg bekleedt hij sinds 2011 de leerstoel religiegeschiedenis en interreligieuze dialoog, met zwaartepunt op esoterische stromingen.

## Antroposofie
Sinds het in 2007 verschijnen van zijn uitvoerige studie Anthroposophie in Deutschland geldt hij als de onafhankelijke deskundige op het gebied van de antroposofie. In 2011 werd Zanders biografie over Rudolf Steiner uitgegeven. Zanders onderzoek naar de antroposofie is door de antroposofische gemeenschap niet in dank afgenomen. Zander wordt bijvoorbeeld verweten zich te beroepen op wetenschappelijke autoriteit.
De antroposoof Lorenzo Ravagli beweert dat Zander talrijke verkeerde citaten en contexten heeft gebruikt, maar ook beweringen heeft gedaan die niet kloppen. Ravagli zegt ook dubieuze bronnen in het werk van Zander te hebben ontdekt. Ravagli heeft zijn bevindingen gepubliceerd.